# 阿那賀村
阿那賀村（あながむら）は、兵庫県三原郡にあった村。現在の南あわじ市阿那賀各町にあたる。

## 地理
- 海洋：播磨灘
- 島嶼：弁天島
- 岬：鎧崎、鳴門岬

## 歴史
- 1877年（明治10年） - 近世以来の阿那賀浦が西路浦の一部（西路山）・志知川浦の一部（志知川山）を合併。
- 1889年（明治22年）4月1日 - 町村制の施行により、阿那賀浦が単独で自治体を形成して阿那賀村が発足。
- 1957年（昭和32年）7月1日 - 松帆村・湊町・津井村・伊加利村・志知村と合併して西淡町が発足。同日阿那賀村廃止。

## 交通

### 道路
現在は旧村域に神戸淡路鳴門自動車道の淡路島南インターチェンジ・淡路島南パーキングエリアが所在するが、当時は未開通。